# Johannit
Johannit, veraltet auch als Uranvitriol bekannt, ist ein selten vorkommendes Mineral aus der Mineralklasse der Sulfate. Der Johannit kristallisiert im triklinen Kristallsystem mit der chemischen Zusammensetzung Cu[UO2|OH|SO4]2·8 H2O und ist damit chemisch gesehen ein wasserhaltiges basisches Kupfer-Uranyl-Sulfat.
Johannit entwickelt nur kleine, prismatische bis dicktafelige Kristalle, meist aber schuppige oder nierige Aggregate und krustige Überzüge von grasgrüner bis smaragdgrüner Farbe bei hellgrüner Strichfarbe.

## Etymologie und Geschichte
Erstmals entdeckt wurde Johannit in der Elias-Mine bei Jáchymov (deutsch Sankt Joachimsthal) im Okres Karlovy Vary (deutsch Karlsbad) in Tschechien und 1830 von Haidinger beschrieben, der das Mineral nach Erzherzog Johann von Österreich (1782–1859), dem Gründer des steirischen Landesmuseum Joanneum (Österreich), benannte.
Das Typmaterial des Minerals wird im Naturhistorischen Museum Wien (Katalog-Nr. A.a.186) aufbewahrt.

## Klassifikation
In der veralteten, aber teilweise noch gebräuchlichen 8. Auflage der Mineralsystematik nach Strunz gehörte der Johannit zur Mineralklasse der „Sulfate, Chromate, Molybdate, Wolframate (einschließlich einiger Selenate und Tellurate)“ und dort zur Abteilung der „Wasserhaltige Sulfate mit fremden Anionen“, wo er als Namensgeber die „Johannit-Gruppe“ mit der System-Nr. VI/D.21 und den weiteren Mitgliedern Deliensit, Pseudojohannit und Schröckingerit bildete.
Die seit 2001 gültige und von der International Mineralogical Association (IMA) verwendete 9. Auflage der Strunz’schen Mineralsystematik ordnet den Johannit ebenfalls in die Klasse der „Sulfate (und Verwandte)“, dort allerdings in die Abteilung der „Uranylsulfate“ ein. Diese ist zudem weiter unterteilt nach der relativen Größe der beteiligten Kationen, so dass das Mineral entsprechend seiner Zusammensetzung in der Unterabteilung „Mit mittelgroßen Kationen“ zu finden ist, wo es als einziges Mitglied die unbenannte Gruppe 7.EB.05 bildet.
Auch die vorwiegend im englischen Sprachraum gebräuchliche Systematik der Minerale nach Dana ordnet den Johannit in die Klasse der „Sulfate, Chromate und Molybdate“ und dort in die Abteilung der „Wasserhaltigen Sulfate mit Hydroxyl oder Halogen“ ein. Hier ist er zusammen mit Deliensit in der unbenannten Gruppe 31.08.02 innerhalb der Unterabteilung „Wasserhaltige Sulfate mit Hydroxyl oder Halogen mit (A+B2+)3(XO4)2Zq × x(H2O)“ zu finden.

## Kristallstruktur
Johannit kristallisiert triklin in der Raumgruppe P1 (Raumgruppen-Nr. 2) mit den Gitterparametern a = 8,90 Å; b = 9,50 Å; c = 6,81 Å; α = 109,9°; β = 112,0° und γ = 100,4° bei einer Formeleinheit pro Elementarzelle.

## Eigenschaften
Das Mineral ist durch seinen Urangehalt von bis zu 48,9 % radioaktiv. Unter Berücksichtigung der Mengenanteile der radioaktiven Elemente in der idealisierten Summenformel sowie der Folgezerfälle der natürlichen Zerfallsreihen wird für das Mineral eine spezifische Aktivität von etwa 87,5 kBq/g angegeben (zum Vergleich: natürliches Kalium 0,0312 kBq/g). Der zitierte Wert kann je nach Mineralgehalt und Zusammensetzung der Stufen deutlich abweichen, auch sind selektive An- oder Abreicherungen der radioaktiven Zerfallsprodukte möglich und ändern die Aktivität. Aufgrund der natürlichen Isotopenzusammensetzung von Uran entspricht dies einer Äquivalentdosis von 12,4 µSv/h pro Gramm des Minerals.

## Bildung und Fundorte

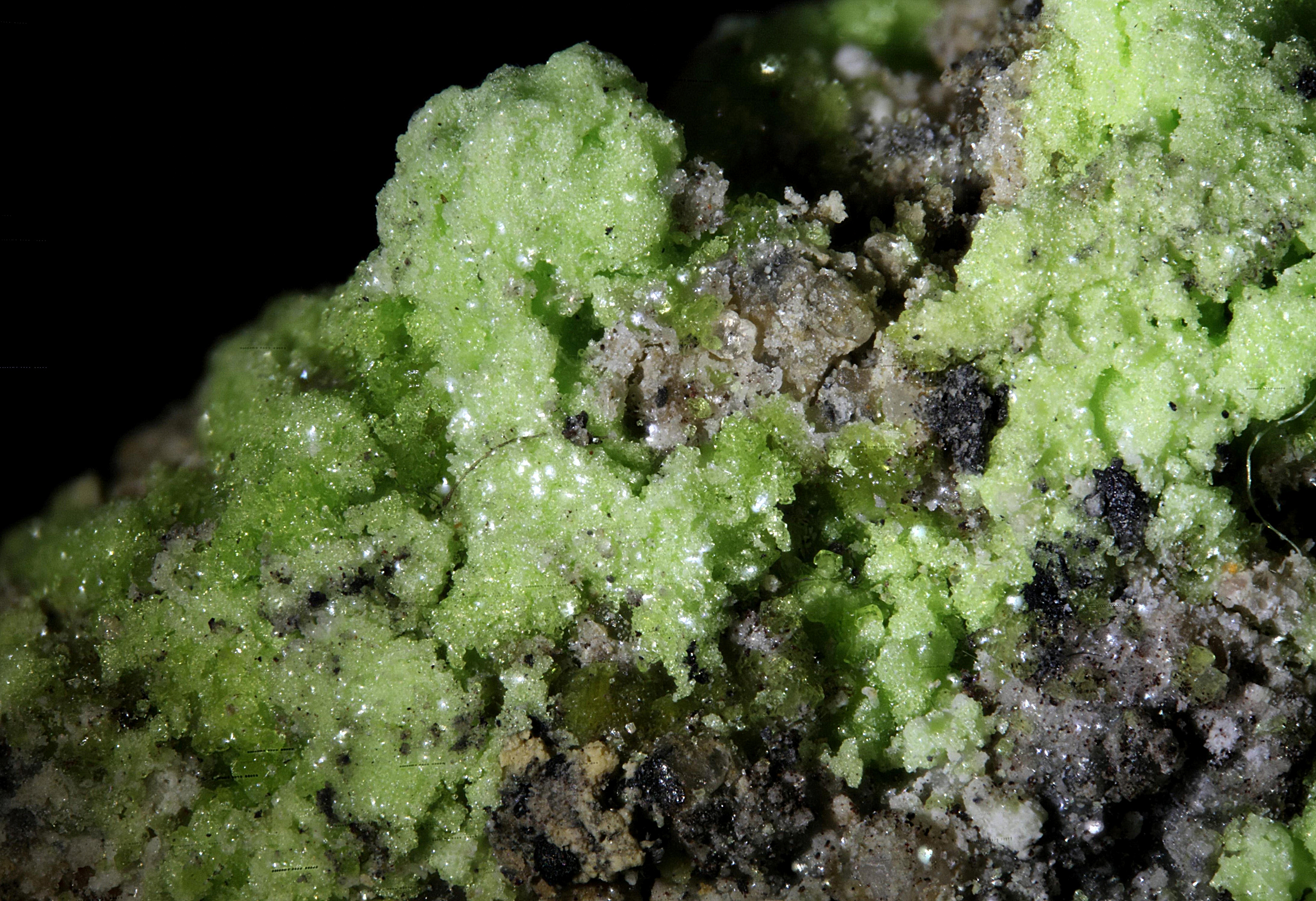
Johannit aus Ronneburg in Thüringen

Johannit bildet sich als Sekundärmineral durch Oxidation aus Uraninit zusammen mit verschiedenen anderen Uranmineralen.
Als seltene Mineralbildung konnte Johannit nur an wenigen Fundorten nachgewiesen werden, wobei bisher (Stand 2014) rund 70 Fundorte bekannt sind. Neben seiner Typlokalität Elias-Mine und den nahe gelegenen Minen Svornost und Rovnost bei Jáchymov (Sankt Joachimsthal) trat das Mineral in Tschechien noch bei Předbořice in Zentralböhmen und bei Újezd u Kasejovic (Kasejovice) in der Region Pilsen zutage.
In Deutschland fand man Johannit unter anderem in der Grube Krunkelbach nahe der Gemeinde Menzenschwand in Baden-Württemberg, der Grube Johannesschacht bei Wölsendorf in Bayern, im Malwine-Schacht am Schreckenberg, bei Johanngeorgenstadt, in Schneeberg und in der Grube Pöhla-Tellerhäuser im sächsischen Erzgebirge sowie bei Paitzdorf im thüringischen Landkreis Greiz.
Der bisher einzige bekannte Fundort in der Schweiz ist die Uranprospektion La Creusaz bei Les Marécottes im Trienter Tal im Kanton Wallis.
Weitere Fundorte liegen unter anderem in Argentinien, Australien, Frankreich, Gabun, Griechenland, Italien, Slowenien, England im Vereinigten Königreich (UK) sowie in mehreren Bundesstaaten der USA.

## Vorsichtsmaßnahmen
Aufgrund der Toxizität und der starken Radioaktivität des Minerals sollten Mineralproben vom Johannit nur in staub- und strahlungsdichten Behältern, vor allem aber niemals in Wohn-, Schlaf- und Arbeitsräumen aufbewahrt werden. Ebenso sollte eine Aufnahme in den Körper (Inkorporation, Ingestion) auf jeden Fall verhindert und zur Sicherheit direkter Körperkontakt vermieden sowie beim Umgang mit dem Mineral Atemschutzmaske und Handschuhe getragen werden.